# Et Gensyn (film fra 1910)
 For alternative betydninger, se Et gensyn. (Se også artikler, som begynder med Et gensyn)
Et Gensyn er en dansk melodrama stumfilm  fra 1910 produceret af Regia Kunstfilms Kompagni efter manuskript af Thomas P. Krag. Filmens instruktør er ukendt.
Filmen var åbningsforestillingen i biografen Panoptikon i København og havde premiere den 10. april 1910. Filmen blev ifølge Regias filmprogram set af mere end 20.000 mennesker.

## Handling
Professorens datter (spillet af Ellen Aggerholm i hendes filmdebut) forelsker sig i professorens dygtigste elev, Willer, og forloves. Men hun lader sig betage af Willers ven, Helms, og forlader Willer. Men Helms taber hurtigt interessen for hende, men hun forsøger forgæves at holde fast i Helms. Årene går, og datteren fortabes og bliver en gadestrygerske. Til sidst ser Willer hende, da hun ender som et lig, som Willer skal obducere med sine elever.

## Medvirkende
- Rasmus Ottesen - Professor
- Ane Grethe Antonsen - Professorens hustru
- Ellen Aggerholm - Professorens datter
- Adam Poulsen - Professorens elev og Almas kæreste
- Johannes Poulsen - Helms, Willers ven
- Gudrun Houlberg
- Aage Hertel